# Белькович, Всеволод Михайлович
Все́волод Миха́йлович Белько́вич (1 марта 1935 — 27 октября 2016, Москва, Российская Федерация) — советский и российский учёный-биолог, доктор биологических наук, профессор зоологии (2013), заслуженный деятель науки РФ, заведующий Лабораторией морских млекопитающих Института океанологии им. П. П. Ширшова, член Ихтиологической комиссии, заместитель Председателя Совета по морским млекопитающим, эксперт Министерства природных ресурсов и экологии РФ.

## Биография
В 1957 году окончил Биолого-почвенный факультет МГУ по кафедре зоологии позвоночных, затем работал в Институте морфологии животных им. А. Н. Северцева АН СССР. В 1962 защитил кандидатскую диссертацию. В 1967—1976 годах работал в Институте биологии развития, а с 1976 — в Институте океанологии, где была организована Лаборатория морских млекопитающих.
Организовал первый в СССР океанариум в Гагре, где занимался экспериментальными исследования дельфинов, что позволило получить важную информацию о функциональных характеристиках их сенсорных систем, затем проводил комплексные исследования морских млекопитающих (на черноморских дельфинах, белухе и ластоногих) в естественных условиях обитания. В 1979 году защитил докторскую диссертацию. Был главным научным консультантом фильма «Люди и дельфины» (1983).
В 2000—2004 годах организовал три крупные международные конференции «Морские млекопитающие Голарктики».